# Ras Beyrouth
Ras Beyrouth (رأس بيروت), c'est-à-dire la tête ou le pic de Beyrouth, est un district urbain de Beyrouth, la capitale du Liban. Il s'étend à l'ouest de la ville et longe la Méditerranée.
Ras Beyrouth est composé de sept quartiers : Joumblatt (secteur 32), Snoubra (secteur 33), Hamra (secteur 34), Manara (secteur 36), Koreitem (secteur 37), Raouché (secteur 38) et Ain el-Tiné (secteur 39). La rue Hamra est une des principales rues commerçantes de Beyrouth. On trouve à Ras Beyrouth un grand nombre d'établissements d'enseignement dont en premier lieu l'université américaine de Beyrouth. Parmi les théâtres, l'on compte le Masrah el-Madina et le Metro el-Madina. La grotte des pigeons avec ses deux rochers dans la mer est l'une des attractions touristiques de Beyrouth. 